# Спасский район (Рязанская область)
Спа́сский райо́н — административно-территориальная единица (район) и муниципальное образование (муниципальный район) на севере центральной части Рязанской области России.
Административный центр — город Спасск-Рязанский.

## География
Площадь района — 2684 км². Основные реки — Ока, Проня, Тысья, Истья, Пра.
Район расположен в основном на левом берегу Оки, в Мещерских лесах. В лесостепном правобережье находится меньшая часть территории района. Леса занимают 22 % территории района. Имеется Спасское лесничество.
Почвы района серые лесные, пойменные, дерново-слабоподзолистые, торфяно-болотные.
Полезные ископаемые: кирпично-черепичное сырье, пески для силикатных изделий, для строительных растворов, торф.

## История
Спасский район был образован 12 июля 1929 года в составе Рязанского округа Московской области. В состав района вошли город Спасск-Рязанский и следующие сельсоветы бывшей Рязанской губернии:
- из Рязанского уезда:
  - из Вышгородской волости: Выползовский, Сумбуловский, Ярустовский
  - из Мурминской волости: Новиковский
- из Спасского уезда:
  - из Мосоловской волости: Запольский, Засечинский, Ивановский, Кирицкий, Мосоловский, Муратовский, Мышкарский, Непложинский, Никитинский, Новоершовский, Новопустынский, Разбердеевский, Рясский, Слободский, Старостеклянный, Стерлиговский, Сушкинский, Фроловский, Шатиловский, Шатрищевский, Шёлуховский
  - из Спасской волости: Веретьинский, Выселковский, Гавриловский, Горицкий, Городецкий, Гулынский, Добросотский, Емельяновский, Исадский, Кутуковский, Мжакинский, Михальский, Мокрицкий, Новокиструсский, Островский, Панинский, Перкинский, Петровичевский, Старокиструсский, Тонинский, Торчинский, Ужальский, Ушаковский, Фатьяновский, Федотьевский
  - из Троице-Пеленицкой волости: Дубовический, Красильниковский, Огородниковский, Остролуцкий, Половский, Собчаковский, Степановский, Троицкий.

9 августа 1929 года город Спасск переименован в город Спасск-Рязанский (Постановление ЦИК Союза ССР) (Собрание законов и распоряжений Рабоче-крестьянского Правительства СССР. I отдел. № 53 от 3 сентября 1929 г. — ст. 495).
13 декабря 1931 года из упразднённого Мурминского района в Спасский были переданы Бельский, Дорофеевский и Кидусовский с/с.
10 апреля 1932 года Президиум ВЦИК постановил «Пос. Ясаковский передать из Шиловского района в Спасский».
21 февраля 1935 года в новый Шелуховский район были переданы Запольский, Засечинский, Ивановский, Кирицкий, Мосоловский, Муратовский, Мышкарский, Непложинский, Никитинский, Новоершовский, Новопустынский, Разбердеевский, Рясский, Слободский, Старостеклянный, Стерлиговский, Сушкинский, Фроловский, Шатиловский, Шатрищевский и Шёлуховский с/с. 14 декабря Шатрищевский с/с был возвращён Спасскому району.
26 сентября 1937 года Спасский район был передан Рязанской области.

## Население
| 1939    | 1959    | 1970    | 1979    | 1989    | 2002    | 2009    | 2010    | 2012    |
| ------- | ------- | ------- | ------- | ------- | ------- | ------- | ------- | ------- |
| 72 233  | ↘59 605 | ↗60 885 | ↘49 316 | ↘41 458 | ↘34 024 | ↘29 396 | ↗30 388 | ↘29 448 |
| 2013    | 2014    | 2015    | 2016    | 2017    | 2018    | 2019    | 2020    | 2021    |
| ↘28 541 | ↘27 668 | ↘26 989 | ↘26 424 | ↘26 220 | ↘25 591 | ↘25 544 | ↘25 508 | ↘24 823 |
| 2023    | 2024    | 2025    |         |         |         |         |         |         |
| ↘24 474 | ↘24 415 | ↘24 341 |         |         |         |         |         |         |

### Урбанизация
Городское население (город Спасск-Рязанский) составляет 23,44 % населения района.

### Национальный состав
По итогам переписи населения 2020 года проживали следующие национальности (национальности менее 0,1 % и другое, см. в сноске к строке «Другие»):
| Национальность | Численность, чел. | Доля     |
| -------------- | ----------------- | -------- |
| Русские        | 22 709            | 91,48 %  |
| Цыгане         | 214               | 0,86 %   |
| Армяне         | 149               | 0,60 %   |
| Азербайджанцы  | 118               | 0,48 %   |
| Мордва         | 101               | 0,41 %   |
| Украинцы       | 99                | 0,40 %   |
| Корейцы        | 93                | 0,37 %   |
| Молдаване      | 78                | 0,31 %   |
| Узбеки         | 68                | 0,27 %   |
| Татары         | 50                | 0,20 %   |
| Таджики        | 41                | 0,17 %   |
| Другие         | 1103              | 4,45 %   |
| Итого          | 24 823            | 100,00 % |

## Территориальное устройство
В рамках административно-территориального устройства, Спасский район включает 1 город районного значения и 15 сельских округов.
В рамках организации местного самоуправления, муниципальный район делится на 16 муниципальных образований, в том числе 1 городское и 15 сельских поселений.
| №  | Муниципальное образование            | Административный центр | Количество населённых пунктов | Население (чел.) | Площадь (км²) |
| -- | ------------------------------------ | ---------------------- | ----------------------------- | ---------------- | ------------- |
| 1  | Спасск-Рязанское городское поселение | город Спасск-Рязанский | 1                             | ↘5705            | 16,80         |
| 2  | Выжелесское сельское поселение       | село Выжелес           | 13                            | ↗1195            | 212,20        |
| 3  | Гавриловское сельское поселение      | село Гавриловское      | 1                             | ↗1904            | 39,00         |
| 4  | Заречинское сельское поселение       | село Заречье           | 13                            | ↘758             | 122,00        |
| 5  | Ижевское сельское поселение          | село Ижевское          | 2                             | ↗2747            | 152,00        |
| 6  | Исадское сельское поселение          | деревня Аргамаково     | 6                             | ↘538             | 38,80         |
| 7  | Кирицкое сельское поселение          | село Сушки             | 15                            | ↘2226            | 107,90        |
| 8  | Киструсское сельское поселение       | село Новый Киструс     | 5                             | ↗1009            | 128,00        |
| 9  | Кутуковское сельское поселение       | село Кутуково          | 6                             | ↘965             | 42,70         |
| 10 | Лакашинское сельское поселение       | село Лакаш             | 6                             | ↘956             | 469,60        |
| 11 | Михальское сельское поселение        | село Михали            | 14                            | ↗685             | 142,00        |
| 12 | Панинское сельское поселение         | село Панино            | 9                             | ↗1660            | 224,90        |
| 13 | Перкинское сельское поселение        | село Перкино           | 10                            | ↘1102            | 93,30         |
| 14 | Собчаковское сельское поселение      | село Собчаково         | 9                             | ↗1367            | 86,90         |
| 15 | Троицкое сельское поселение          | село Троица            | 6                             | ↘1144            | 44,30         |
| 16 | Федотьевское сельское поселение      | село Федотьево         | 18                            | ↗771             | 763,30        |

## Населённые пункты
В Спасском районе 134 населённых пункта, в том числе 1 городской (город) и 133 сельских.
| №   | Населённый пункт        | Тип             | Население | Муниципальное образование            |
| --- | ----------------------- | --------------- | --------- | ------------------------------------ |
| 1   | 1-е Мая                 | посёлок         | 0         | Федотьевское сельское поселение      |
| 2   | Агламазово              | деревня         | 36        | Панинское сельское поселение         |
| 3   | Аграфеновка             | деревня         | 0         | Федотьевское сельское поселение      |
| 4   | Аргамаково              | деревня         | ↘362      | Исадское сельское поселение          |
| 5   | Бельское                | село            | ↘91       | Федотьевское сельское поселение      |
| 6   | Бессоновка              | деревня         | 109       | Кутуковское сельское поселение       |
| 7   | Большие Лупяжи          | деревня         | 16        | Федотьевское сельское поселение      |
| 8   | Большое Пирогово        | деревня         | ↘9        | Заречинское сельское поселение       |
| 9   | Брыкин Бор              | посёлок         | 185       | Лакашинское сельское поселение       |
| 10  | Велье-Родионовка        | деревня         | 0         | Федотьевское сельское поселение      |
| 11  | Веретье                 | село            | ↘177      | Федотьевское сельское поселение      |
| 12  | Воскресеновка           | деревня         | 5         | Выжелесское сельское поселение       |
| 13  | Выжелес                 | село            | ↘497      | Выжелесское сельское поселение       |
| 14  | Выползово               | село            | ↘58       | Панинское сельское поселение         |
| 15  | Выселки                 | село            | ↘108      | Панинское сельское поселение         |
| 16  | Гавриловское            | село            | ↗1904     | Гавриловское сельское поселение      |
| 17  | Горицы                  | село            | ↘0        | Михальское сельское поселение        |
| 18  | Горки                   | деревня         | 35        | Панинское сельское поселение         |
| 19  | Городец                 | село            | ↘41       | Михальское сельское поселение        |
| 20  | Городковичи             | село            | ↘273      | Лакашинское сельское поселение       |
| 21  | Городное                | село            | ↘37       | Федотьевское сельское поселение      |
| 22  | Губкино                 | село            | ↘7        | Собчаковское сельское поселение      |
| 23  | Гулынки                 | деревня         | ↘3        | Михальское сельское поселение        |
| 24  | Дегтяное                | село            | ↘397      | Выжелесское сельское поселение       |
| 25  | Деревенское             | село            | ↘280      | Киструсское сельское поселение       |
| 26  | Дмитриевка              | деревня         | 1         | Выжелесское сельское поселение       |
| 27  | Добрый Сот              | село            | ↘224      | Перкинское сельское поселение        |
| 28  | Добрянка                | деревня         | 47        | Лакашинское сельское поселение       |
| 29  | Дорофеево               | село            | ↘0        | Федотьевское сельское поселение      |
| 30  | Дубовичье               | село            | ↘297      | Собчаковское сельское поселение      |
| 31  | Емельяновка             | село            | ↘152      | Федотьевское сельское поселение      |
| 32  | Ерофеевская Слобода     | деревня         | ↘22       | Перкинское сельское поселение        |
| 33  | Желобова Слобода        | деревня         | ↘196      | Михальское сельское поселение        |
| 34  | Жерновище               | село            | ↘25       | Заречинское сельское поселение       |
| 35  | Заречье                 | село            | 179       | Заречинское сельское поселение       |
| 36  | Зарытки                 | деревня         | 9         | Заречинское сельское поселение       |
| 37  | Засечье                 | село            | ↘265      | Кирицкое сельское поселение          |
| 38  | Зыкеево                 | село            | ↘17       | Выжелесское сельское поселение       |
| 39  | Иванково                | село            | ↘322      | Выжелесское сельское поселение       |
| 40  | Ижевское                | село            | ↘3340     | Ижевское сельское поселение          |
| 41  | Исады                   | село            | ↘476      | Исадское сельское поселение          |
| 42  | Каменка                 | деревня         | ↘32       | Перкинское сельское поселение        |
| 43  | Кидусово                | село            | ↘33       | Федотьевское сельское поселение      |
| 44  | Кирицы                  | село            | ↗1255     | Кирицкое сельское поселение          |
| 45  | Красильниково           | село            | ↘360      | Троицкое сельское поселение          |
| 46  | Красный Яр              | посёлок         | 53        | Исадское сельское поселение          |
| 47  | Крахмального завода     | посёлок         | 23        | Выжелесское сельское поселение       |
| 48  | Курино                  | деревня         | 88        | Собчаковское сельское поселение      |
| 49  | Кутуково                | село            | ↘670      | Кутуковское сельское поселение       |
| 50  | Кучино                  | деревня         | ↘93       | Выжелесское сельское поселение       |
| 51  | Лакаш                   | село            | ↘504      | Лакашинское сельское поселение       |
| 52  | Ленинский               | посёлок         | 9         | Заречинское сельское поселение       |
| 53  | Лесхоза                 | посёлок         | 93        | Федотьевское сельское поселение      |
| 54  | Макеево                 | деревня         | 13        | Выжелесское сельское поселение       |
| 55  | Малево                  | деревня         | 11        | Выжелесское сельское поселение       |
| 56  | Малино                  | деревня         | 0         | Федотьевское сельское поселение      |
| 57  | Малое Пирогово          | деревня         | ↘13       | Заречинское сельское поселение       |
| 58  | Малые Гулынки           | деревня         | 21        | Кирицкое сельское поселение          |
| 59  | Малышево                | село            | ↘44       | Выжелесское сельское поселение       |
| 60  | Маяк                    | посёлок         | 11        | Перкинское сельское поселение        |
| 61  | Мжакино                 | село            | ↘24       | Федотьевское сельское поселение      |
| 62  | Милованово              | деревня         | ↘15       | Кирицкое сельское поселение          |
| 63  | Мироновка               | деревня         | 3         | Киструсское сельское поселение       |
| 64  | Михали                  | село            | ↘292      | Михальское сельское поселение        |
| 65  | Можарово                | деревня         | ↘36       | Троицкое сельское поселение          |
| 66  | Мокрицы                 | село            | ↘31       | Михальское сельское поселение        |
| 67  | Моньясово               | деревня         | 18        | Троицкое сельское поселение          |
| 68  | Нефедово                | деревня         | 4         | Михальское сельское поселение        |
| 69  | Никитино                | деревня         | ↘54       | Кирицкое сельское поселение          |
| 70  | Новики                  | село            | ↘278      | Панинское сельское поселение         |
| 71  | Новое Тонино            | деревня         | 1         | Михальское сельское поселение        |
| 72  | Новые Лупяжи            | деревня         | 6         | Федотьевское сельское поселение      |
| 73  | Новый Киструс           | село            | ↘625      | Киструсское сельское поселение       |
| 74  | Новый Кудом             | посёлок         | 8         | Федотьевское сельское поселение      |
| 75  | Огородниково            | село            | ↘670      | Перкинское сельское поселение        |
| 76  | Огородниковские Выселки | посёлок         | 4         | Перкинское сельское поселение        |
| 77  | Одоевские Горы          | посёлок         | 11        | Ижевское сельское поселение          |
| 78  | Одоевцево               | деревня         | 6         | Кирицкое сельское поселение          |
| 79  | Орехово                 | село            | ↘68       | Лакашинское сельское поселение       |
| 80  | Острая Лука             | деревня         | ↘56       | Перкинское сельское поселение        |
| 81  | Островки                | село            | ↘62       | Михальское сельское поселение        |
| 82  | Откормсовхоза           | посёлок         | 239       | Заречинское сельское поселение       |
| 83  | Павловка                | посёлок         | 636       | Кирицкое сельское поселение          |
| 84  | Панино                  | село            | ↘693      | Панинское сельское поселение         |
| 85  | Папушево                | деревня         | ↘63       | Лакашинское сельское поселение       |
| 86  | Пахотино                | деревня         | 31        | Собчаковское сельское поселение      |
| 87  | Перкино                 | село            | ↘472      | Перкинское сельское поселение        |
| 88  | Пески                   | посёлок         | 2         | Перкинское сельское поселение        |
| 89  | Петровичи               | село            | ↘84       | Панинское сельское поселение         |
| 90  | Пироговский Участок     | посёлок         | 6         | Кирицкое сельское поселение          |
| 91  | Погорелое               | посёлок         | 0         | Михальское сельское поселение        |
| 92  | Погори                  | деревня         | ↘43       | Выжелесское сельское поселение       |
| 93  | Половское               | село            | ↘375      | Собчаковское сельское поселение      |
| 94  | Полянки                 | деревня         | 7         | Кирицкое сельское поселение          |
| 95  | Проня                   | посёлок станции | 52        | Заречинское сельское поселение       |
| 96  | Разбердеево             | деревня         | 49        | Кирицкое сельское поселение          |
| 97  | Романовка               | деревня         | 7         | Кирицкое сельское поселение          |
| 98  | Садовая                 | посёлок         | 24        | Заречинское сельское поселение       |
| 99  | санатория «Кирицы»      | посёлок         | 36        | Кирицкое сельское поселение          |
| 100 | Селезеново              | деревня         | ↘28       | Михальское сельское поселение        |
| 101 | Сельцо Гавриловское     | посёлок         | 37        | Собчаковское сельское поселение      |
| 102 | Соболевая               | деревня         | 60        | Кирицкое сельское поселение          |
| 103 | Собчаково               | село            | ↘538      | Собчаковское сельское поселение      |
| 104 | Спасск-Рязанский        | город           | ↘5705     | Спасск-Рязанское городское поселение |
| 105 | Спиртзаводской          | посёлок         | 270       | Заречинское сельское поселение       |
| 106 | Старая Рязань           | село            | ↘9        | Кутуковское сельское поселение       |
| 107 | Стариково               | село            | ↘6        | Выжелесское сельское поселение       |
| 108 | Старое Тонино           | село            | ↘40       | Михальское сельское поселение        |
| 109 | Старо-Рязанские Дворики | посёлок         | 1         | Кутуковское сельское поселение       |
| 110 | Старостеклянное         | деревня         | 52        | Заречинское сельское поселение       |
| 111 | Старый Киструс          | село            | ↘250      | Киструсское сельское поселение       |
| 112 | Старый Кудом            | посёлок         | 0         | Федотьевское сельское поселение      |
| 113 | Степановка              | село            | ↘13       | Перкинское сельское поселение        |
| 114 | Студенец                | посёлок         | 23        | Исадское сельское поселение          |
| 115 | Сумбулово               | деревня         | ↘71       | Панинское сельское поселение         |
| 116 | Сушки                   | село            | ↘469      | Кирицкое сельское поселение          |
| 117 | Тонинского лесничества  | посёлок         | 5         | Михальское сельское поселение        |
| 118 | Торчино                 | село            | 33        | Федотьевское сельское поселение      |
| 119 | Троица                  | село            | ↘1030     | Троицкое сельское поселение          |
| 120 | Тысья                   | посёлок станции | 90        | Собчаковское сельское поселение      |
| 121 | Ужалье                  | деревня         | ↘68       | Киструсское сельское поселение       |
| 122 | Урицкое                 | деревня         | 2         | Заречинское сельское поселение       |
| 123 | Устрань                 | село            | ↘374      | Кутуковское сельское поселение       |
| 124 | Ухорское                | деревня         | ↘279      | Заречинское сельское поселение       |
| 125 | Ушаково                 | село            | 31        | Собчаковское сельское поселение      |
| 126 | Фатьяновка              | село            | ↘281      | Кутуковское сельское поселение       |
| 127 | Федотьево               | село            | ↘246      | Федотьевское сельское поселение      |
| 128 | Хрипенки                | деревня         | ↘8        | Михальское сельское поселение        |
| 129 | Чевкино                 | деревня         | ↘13       | Исадское сельское поселение          |
| 130 | Шатилово                | деревня         | 9         | Кирицкое сельское поселение          |
| 131 | Шатрище                 | село            | ↘24       | Исадское сельское поселение          |
| 132 | Ярустово                | село            | ↘10       | Панинское сельское поселение         |
| 133 | Ясаково                 | деревня         | 34        | Троицкое сельское поселение          |
| 134 | Ясаковские Выселки      | деревня         | 9         | Троицкое сельское поселение          |

Постановлением Правительства Российской Федерации от 25 января 1999 года поселок совхоза «Кирицы» переименован в посёлок Павловка.

## Экономика
Наиболее значимые промышленные предприятия:
- Спасский кожевенный завод.
- Мебельная фабрика "Риваль"

Сельское хозяйство ориентировано на производства молока, мяса, картофеля, овощей.

## Транспорт
Через район проходит федеральная автотрасса М5 «Москва—Челябинск», а также дороги связывающие Спасск-Рязанский с центрами сельских администраций.

## Достопримечательности

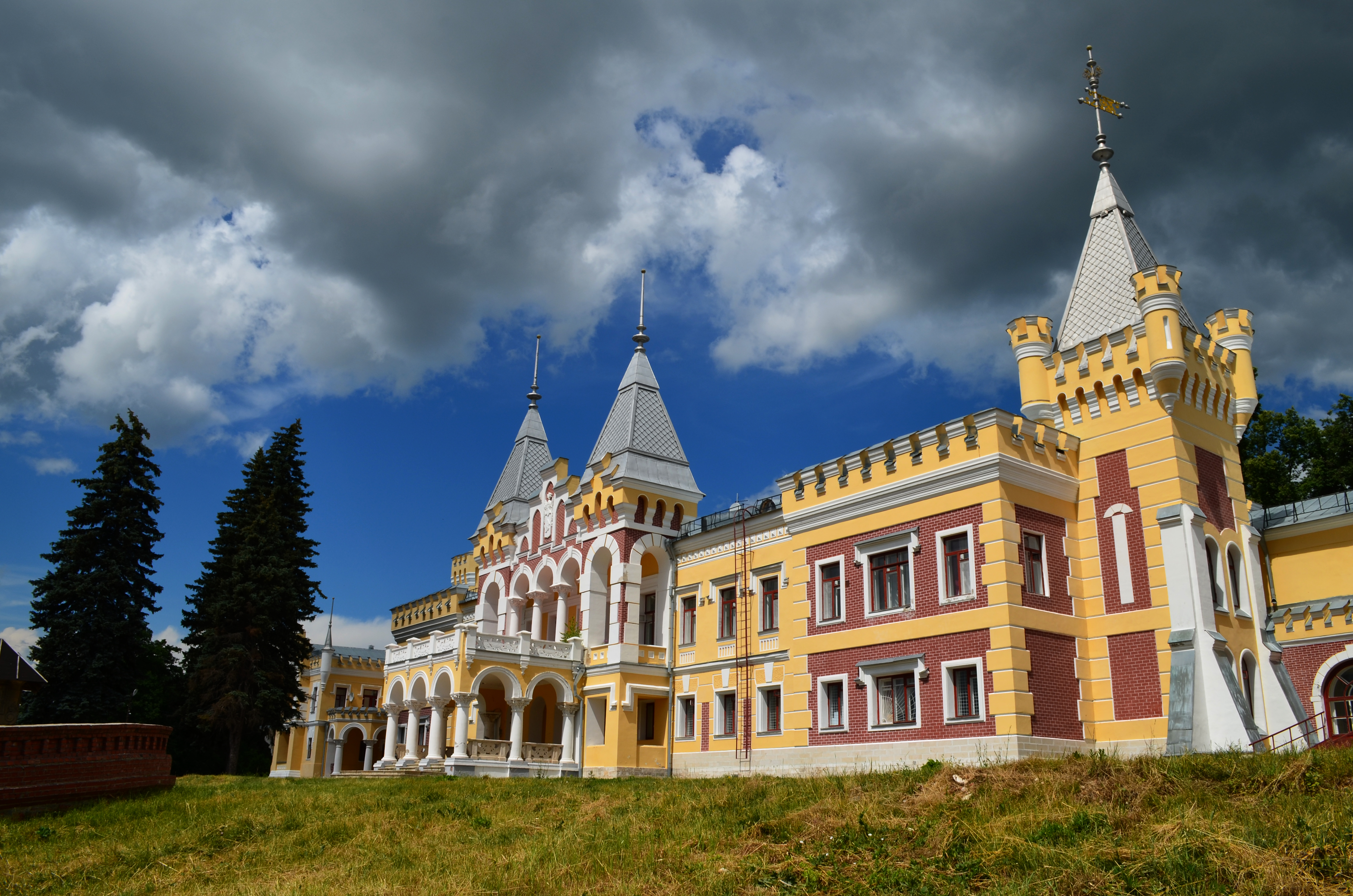
Усадьба С. П. фон Дервиза в селе Кирицы.

- Усадьба С. П. фон Дервиза в селе Кирицы.На территории Спасского района находится Окский биосферный государственный заповедник в пос. Брыкин Бор.
- Усадьба С. П. фон Дервиза (1883—1889, архитектор Ф. О. Шехтель)
- Природный национальный парк в с. Кирицы.
- Любительская охота и рыбалка в Спасском районе

## Археология
- Примерно в 3 км южнее города Спасск-Рязанский располагается государственный памятник археологии и культуры Городище Старая Рязань.
- Климентовская стоянка, расположенная в 2 км к северу—северо-западу от деревни Никитино, дала название древностям климентовского типа, распространённым в Среднем Поочье и Москворечье в конце II — середине I тысячелетия до н. э.

## Уроженцы Герои Советского Союза, Герои Социалистического Труда и полные кавалеры ордена Славы
См. также: Категория:Родившиеся в Спасском районе (Рязанская область)
- Балашов, Вячеслав Павлович (1917—1990) — командир звена 6-й авиационной эскадрильи 2-го авиационного полка Северного флота, Герой Советского Союза.
- Благов, Василий Иванович (1906—1979), сержант, командир отделения 249-го сапёрного батальона, Герой Советского Союза. Похоронен на кладбище в родной деревне.
- Горячев, Иван Владимирович (1923—1945), полный кавалер ордена Славы
- Дашков, Алексей Андреевич (1910—1997), полный кавалер ордена Славы.
- Дианов, Михаил Иванович (1915—2006), Герой Социалистического Труда, председатель колхоза «Россия» Спасского района.
- Игонин, Василий Александрович (1925—1945), гвардии ефрейтор, пулеметчик 190-го гвардейского стрелкового полка, Герой Советского Союза.
- Исаичкин, Пётр Петрович (1918—1993), командир отделения радиосвязи 399-го гвардейского миномётного дивизиона 100-го гвардейского миномётного полка 3-й гвардейской армии Юго-Западного фронта, гвардии старший сержант, Герой Советского Союза.
- Кирюшкин, Алексей Петрович (1908—1977), полный кавалер ордена Славы, командир минометного взвода
- Клочков, Иван Фролович (1923), Герой Советского Союза., генерал-майор артиллерии. В годы Великой Отечественной войны — младший лейтенант, командир огневого взвода батареи 76-мм пушек 469-го стрелкового полка. Почетный гражданин Спасского района.
- Кондрашин, Андрей Кузьмич (1915—1944), капитан, командир эскадрильи 40-го Краснознаменного авиационного полка пикирующих бомбардировщиков, Герой Советского Союза.
- Краснов, Михаил Леонидович (1898—1987) — офтальмолог, доктор медицинских наук, профессор, заслуженный деятель науки РСФСР, лауреат Государственной премии СССР, Герой Социалистического Труда, почетный гражданина г. Спасска.
- Кузин, Василий Иванович (1929), Герой Социалистического Труда, бригадир каменщиков-монтажников треста «Рязаньстрой» № 23
- Лапушкин, Иосиф Александрович (1916—1945), младший лейтенант, командир роты 113-го стрелкового полка, Герой Советского Союза. Его именем названа улица в родном селе и супертраулер Министерства рыбного хозяйства.
- Найденова, Ольга Сергеевна (1913—1980), Герой Социалистического Труда, депутат Рязанского областного Совета, участница Всесоюзной сельскохозяйственной выставки 1939 г., доярка колхоза «Дело Октября» Спасского района
- Паньшин, Федор Петрович (1915—2004), техник, полный кавалер ордена Славы, почетный гражданин г. Заречного Пензенской области (2000), ветеран труда.
- Сазонов, Иван Александрович (1916—1992) — старший лейтенант, командир стрелковой роты 988-го стрелкового полка 230-й стрелковой дивизии. Герой Советского Союза.
- Синицин, Фёдор Семенович (1918—1944), лейтенант, командир стрелкового взвода 1179-го стрелкового полка 347-й Мелитопольской Краснознаменной стрелковой дивизии, Герой Советского Союза.
- Степанников, Фёдор Иванович (1910—1985), ефрейтор, понтонер 9-го отдельного моторизованного понтонно-мостового батальона, Герой Советского Союза.
- Судовых, Мария Андриановна (урожд. Дианова) (1904 — ?), Герой Социалистического Труда, заведующая свиноводческой товарной фермой колхоза «Россия» Спасского района.
- Тарасова, Прасковья Сергеевна (1920—2008), Герой Социалистического Труда, телятница колхоза «Маяк революции» Спасского района.
- Федин, Михаил Акимович (1922—2001), капитан, командир танково-десантная рота мотострелково-пулеметного батальона 178-й танковой бригады, Герой Советского Союза.
- Федулов, Павел Кузьмич (1908—1985), Герой Социалистического Труда, председатель колхозов «Дело Октября» и «Большевик» Спасского района
- Федюнин, Александр Кузьмич (1911—1975), гвардии майор, командовал стрелковым батальоном 210-го гвардейского стрелкового полка 71-й гвардейской стрелковой дивизии, Герой Советского Союза. Его именем названа улица в г. Шахты Ростовской области.
- Харчевин, Фёдор Павлович (1900—1969) — генерал-майор инженерных войск, Герой Советского Союза.
- Чуличкин, Илларион Фёдорович (1915), старший сержант, командир отделения 9-го отдельного инженерно-сапёрный батальона 52-й инженерно-сапёрной бригады, Герой Советского Союза.
- Юханов, Алексей Семёнович (1913—1944), младший лейтенант, командир взвода 593-го стрелкового полка 131-й стрелковой Ропшинской Краснознаменной дивизии, Герой Советского Союза.